# Богдан Петровић
Богдан Петровић је српски историчар уметности, дизајнер и колумниста.

## Каријера
Као новинар пише за ББЦ на српском, и ради такође за портал Главне и Цејус: центар за југословенске студије, и Музеј Југославије и поред историје уметности честа тема његових чланака је видљивост ЛГБТ+ популације у Србији. Као модни дизајнер и аутор ради за Доротео дизајн. У часопису Оптимист (број 80) изјаснио се као пансексуалан, где је и сарађивао као аутор, али се на својим друштвеним мрежама оградио од неких политичких ставова уредника Предрага Аздејковића и прекинуо сарадњу са овим часописом у децембру 2024. године.

## Извори
1. ↑  „Dreg kraljice u Srbiji: Provokativna i šljokičava borba protiv sistema - BBC News na srpskom - Južne vesti”. www.juznevesti.com (на језику: српски). 2025-02-13. Приступљено 2025-04-19.
2. ↑  „Glavne - Priče koje vredi čitati”. Glavne (на језику: српски). 2024-10-17. Приступљено 2025-04-19.
3. ↑  „Bogdan Petrović, Author at Doroteo”. Doroteo (на језику: енглески). 2025-02-25. Приступљено 2025-04-19.
4. ↑  admin (2024-10-11). „Moj tzv. pan život: Bogdan Petrović”. Optimist LGBT+ magazin (на језику: енглески). Приступљено 2025-04-19.